# Craugastor emleni
Craugastor emleni é uma espécie de anfíbio  da família Craugastoridae.
É endémica de Honduras.
Os seus habitats naturais são: regiões subtropicais ou tropicais húmidas de alta altitude, rios e plantações .